# Constrictor
Constrictor es el 16º álbum de Alice Cooper, lanzado en 1986 por MCA. El disco marcó su retorno tras casi tres años de silencio.
Durante los casi tres años que mediaron entre su anterior álbum (DaDa) y este, Alice se dedicó al cine, actuando en la truculenta cinta rodada en España en 1984 Monster dog, del director italiano Claudio Fragasso; o colaborando esporádicamente con músicos de la escena glam metal californiana, por caso Twisted Sister, con quienes se le puede oír como invitado en el disco Come Out and Play, de 1985.
Constrictor marcó asimismo su regreso a un rock duro y sin vueltas, tras años de experimentación estilística, entre la new wave, el pop rock o el art rock, los cuales dejaron como saldo un puñado de discos que pasaron casi desapercibidos fuera de EE. UU., como el antedicho DaDa o Zipper Catches Skin, de 1982.
Cooper contó para este álbum con la colaboración de jóvenes músicos aún desconocidos, como el bajista Kip Winger, o el guitarrista Kane Roberts, más la producción de Beau Hill, un especialista en glam metal y arena rock.
El tema que cierra el disco: He's Back (The Man Behind the Mask), con aire pop bailable, fue incluido en Friday the 13th Part VI: Jason Lives, la canción alcanzó el puesto Nº 1 en los charts suecos.

## Lista de canciones
Todos los temas por Alice Cooper & Kane Roberts, excepto donde se indica.
1. "Teenage Frankenstein" – 3:40
2. "Give It Up" – 4:13
3. "Thrill My Gorilla" – 2:56
4. "Life and Death of the Party" – 3:45
5. "Simple Disobedience" – 3:30
6. "The World Needs Guts" – 3:59
7. "Trick Bag" (Cooper, Roberts, Tom Kelly) – 4:18
8. "Crawlin'" (Cooper, Roberts, Michael Wagener) – 3:22
9. "The Great American Success Story" (Cooper, Roberts, Beau Hill) – 3:38
10. "He's Back (The Man Behind the Mask)" (Cooper, Roberts, Kelly) – 3:49

## Personal
- Alice Cooper - voz
- Kane Roberts - bajo, guitarra, teclados, coros
- Paul Delph - teclados, coros
- Beau Hill - coros
- Tom Kelly - coros
- Donnie Kisselbach - bajo
- David Rosenberg - batería
- Kip Winger - bajo